# Bulbostylis lanata
Bulbostylis lanata là một loài thực vật có hoa trong họ Cói. Loài này được (Kunth) Lindm. mô tả khoa học đầu tiên năm 1900.